# Рыбный (Мордовия)
Рыбный — поселок в составе  Сузгарьевского сельского поселения Рузаевского района Республики Мордовия.

## География
Находится на расстоянии примерно 5 км на север-северо-восток по прямой от районного центра города Рузаевка.

## История
Основан в 1950-х годах для проживания работников рыбопитомника.

## Население
Постоянное население составляло 26 человек (русские 88%) в 2002 году, 24 в 2010 году.